# نيك ميلر (رسام)
نيك ميلر (بالإنجليزية: Nick Miller)‏ هو رسام بريطاني، ولد في 1962.